# Гридино (Сафоновский район)
Гридино — деревня  в  Смоленской области России,  в Сафоновском районе. Население – 6 жителей (2007 год) . Расположена в центральной части области  в 3,5 км к югу от Сафонова,  в 5 км западнее автодороги Р137 Сафоново — Рославль. Входит в состав Пушкинского сельского поселения.

## Известные люди
19 июля 1909 года в деревне родился Герой Советского Союза, гвардии майор,  командир батальона 101-го гвардейского стрелкового полка 35-й гвардейской стрелковой дивизии 8-й гвардейской армии 1-го Белорусского фронта, Киселёв В. А. 